# No Sinner
No Sinner est un groupe canadien, jouant une musique entre le rock, la soul et le rhythm and blues. Sa chanteuse Colleen Rennison évoque, selon un journaliste de Libération, Janis Joplin, Linda Ronstadt, et John Fogerty, avec un timbre qui rappelle Robert Plant. Un mélange de blues et de rock.

## Historique
La chanteuse du groupe Colleen Rennison a d’abord été une actrice, très jeune, puis s'est essayée à la chanson et à la musique, un besoin et une priorité dit-elle. Elle a quitté Vancouver pour New York où elle  s'est inscrite à des cours de théâtre . Elle a également étudié le chant et la performance au Circle in the Square. Mais elle a dû interrompre cette formation, ayant une voix était trop profonde pour les rôles féminins.
Elle est retournée à Vancouver, où elle a rencontré l'ancien bassiste du groupe Hot Hot Heat, Parker Bossley. qui voulait également s'établir comme compositeur. La première chanson co-écrite, Boo Hoo Hoo, a été produite en 2011 au Canada et constitue une partie  éponyme de l'EP que le groupe a sorti un peu plus tard. Le nom du groupe est une anagramme du nom de famille de la chanteuse Colleen Rennison.
En Europe, le groupe sort en 2014, un EP comprenant neuf titres, dont Boo Hoo Hoo - six publiées en 2011 et trois titres de plus.*

## Discographie
- 2011: Boo Hoo Hoo (EP, Kanada)
- 2014: Boo Hoo Hoo (Album)